# Homoneura exigua
Homoneura exigua är en tvåvingeart som först beskrevs av Meijere 1908.  Homoneura exigua ingår i släktet Homoneura och familjen lövflugor. Inga underarter finns listade i Catalogue of Life.